# Dystrykt Ellembelle
Dystrykt Ellembelle jest dystryktem Regionu Zachodniego Ghany, powstałym w 2008 roku w wyniku nowego podziału administracyjnego kraju.